# خورخه تایانا
خورخه تایانا (انگلیسی: Jorge Taiana؛ زادهٔ ۳۱ مهٔ ۱۹۵۰) سیاست‌مدار اهل آرژانتین است، که هم‌اکنون به‌عنوان وزیر دفاع آرژانتین فعالیت می‌کند. وی پیش‌تر در فاصله سالهای ۲۰۰۵ تا ۲۰۱۰ وزیر امور خارجه آرژانتین بود.